# Àlex Sastre i Prieto
Àlex Sastre i Prieto (23 de juny de 1983, Granollers) és un químic, professor i polític català, associat a Junts per Catalunya.
El 21 de febrer de 2018 Sastre fou escollit novament per l'assemblea d'associats del Partit Demòcrata com a candidat a l'alcaldia de Granollers a les eleccions municipals del 2019. I es va presentar a les eleccions municipals del 26 de maig del 2019, amb la candidatura, de Junts per Granollers, que ell mateix encapçalava, sota el lema "Mirem endavant". El resultat no fou l'esperat ja que va igualar el nombre de regidors que va obtenir a les eleccions del 2015, 4 regidors. Tot i que el resultat no fou l'esperat, alguns consideren que repetir el mateix resultat que el de les eleccions del 2015 és un èxit. I ho asseguren argumentant que la candidatura de Sastre es va mantenir en nombre de regidors, malgrat la desfeta que va patir la coalició de Junts per Catalunya a les eleccions municipals del 2019 on va perdre més de 130.000 vots i més de 500 regidors al global del país. I el mal resultat s'accentua si ens fixem en l'àrea metropolitana o en la província de Barcelona, d'on Granollers forma part.